# 塔拉西夫卡 (舍佩蒂夫卡區)
49°53′7″N 26°54′18″E / 49.88528°N 26.90500°E
塔拉西夫卡（羅馬化：Tarasivka）是烏克蘭西部的村莊，隸屬赫梅利尼茨基州的舍佩蒂夫卡區。該村始建於1865年，面積0.35平方公里，海拔高度291米，2001年人口31，人口密度每平方公里88.1人。